# ماریای اسپانیا
ماریای اسپانیا (آلمانی: Maria von Spanien) همسر ماکسیمیلیان دوم، امپراتور مقدس روم و دختر کارل پنجم بود.